# Xiphirhynchus superciliaris
Xiphirhynchus superciliaris là một loài chim trong họ Timaliidae.